# Vals-près-le-Puy
Vals-près-le-Puy ist eine französische Gemeinde im Département Haute-Loire in der Region Auvergne-Rhône-Alpes und hat 3392 Einwohner (Stand: 1. Januar 2022). Sie gehört zum Arrondissement Le Puy-en-Velay und zum Kanton Le Puy-en-Velay-1. Die Einwohner werden Valladiers genannt.

## Geographie
Vals-près-le-Puy liegt am Flüsschen Dolaizon und ist eine banlieue im Südwesten von Le Puy-en-Velay.
Durch die Gemeinde führen der Fernwanderweg GR65 und die Via Podiensis als Teil des Jakobswegs.

### Nachbargemeinden
Umgeben wird Vals-près-le-Puy von den Nachbargemeinden Le Puy-en-Velay im Norden und Osten, Saint-Christophe-sur-Dolaizon im Süden und Südwesten, Ceyssac im Westen sowie Espaly-Saint-Marcel im Nordwesten.

## Bevölkerungsentwicklung
| Jahr                       | 1962 | 1968 | 1975 | 1982 | 1990 | 1999 | 2006 | 2017 |
| Einwohner                  | 1829 | 2449 | 3070 | 3505 | 3426 | 3391 | 3527 | 3396 |
| Quellen: Cassini und INSEE |      |      |      |      |      |      |      |      |

## Sehenswürdigkeiten
- Kirche von Vals-près-le-Puy, auf den Fundamenten der Kirche aus dem 12. Jahrhundert errichtet, seit 1968 Monument historique
- Rathaus, mit Resten des früheren Augustinerklosters aus dem 15. Jahrhundert (diese sind als Monument historique seit 1973 geschützt)
- Chibottes, Steinwerke, seit 1986 Monument historique

## Verschiedenes
- Seminar der Weißen Väter, Priesterseminar der römisch-katholischen Kirche
- Gebetsapostolat der Jesuiten
- Karmelitinnenkloster Vals

## Persönlichkeiten
- Gérard Chabanon (* 1948), katholischer Ordensgeistlicher

## Gemeindepartnerschaft
Mit der spanischen Gemeinde Aielo de Malferit in der Provinz und Autonomen Gemeinschaft Valencia besteht seit 2000 eine Partnerschaft.